# Giuseppe Ambrosino
Giuseppe Ambrosino Di Bruttopilo (Procida, 10 settembre 2003) è un calciatore italiano, attaccante del Napoli.

## Caratteristiche tecniche
Gioca come centravanti ma è bravo a svolgere anche il ruolo di seconda punta in quanto possiede un'ottima visione di gioco oltre a una buona tecnica.

## Carriera

### Club

#### Gli inizi
Entra nel settore giovanile del Napoli nel 2013. Nella stagione 2021-22 vince la classifica marcatori del Campionato Primavera 1 e viene premiato da Sportitalia come miglior attaccante del campionato. Il 1º settembre 2022 viene ceduto a titolo temporaneo al Como. Segna il primo gol in Serie B il 18 dicembre nella sfida contro la Ternana (finita 3 a 0 per i lariani). Tuttavia, dato lo scarso minutaggio, il Napoli decide di interrompere il prestito nella finestra del mercato invernale e lo manda in prestito fino al termine della stagione al Cittadella, dove colleziona 15 presenze e 1 gol.

#### Prestito al Catanzaro e al Frosinone
Al termine della stagione torna al Napoli, che tuttavia lo cede nuovamente in prestito in Serie B, questa volta al Catanzaro.
Il 24 luglio 2024 viene ceduto ancora una volta a titolo temporaneo in serie cadetta, questa volta al Frosinone. Il 18 agosto seguente segna il primo gol con la maglia dei ciociari, in occasione della sfida interna contro la Sampdoria, terminata con il risultato di 2-2.

### Nazionale
Ha rappresentato l'Italia a diversi livelli giovanili, giocando per le nazionali Under-19, Under-20 e Under-21.
In particolare, a giugno 2022 è stato convocato da Carmine Nunziata con la Nazionale Under-19 per il Campionato europeo di categoria in Slovacchia, realizzando 1 gol e contribuendo al raggiungimento delle semifinali da parte dell'Italia, perse contro i pari età dell'Inghilterra. Durante la stagione 2022-23 rappresenta la nazionale italiana con l'Under 20 e contribuisce alla vittoria dell'Under 20 Élite League con 3 gol diventando così il capocannoniere ufficiale della manifestazione. A maggio 2023 prende parte al Mondiale di categoria in Argentina, dove realizza 1 gol e l'Italia ottiene il secondo posto perdendo in finale contro l'Uruguay.

## Statistiche

### Presenze e reti nei club
Statistiche aggiornate al 1º luglio 2025.
| Stagione        | Squadra         | Campionato      | Campionato | Campionato | Coppe nazionali | Coppe nazionali | Coppe nazionali | Coppe continentali | Coppe continentali | Coppe continentali | Altre coppe | Altre coppe | Altre coppe | Totale | Totale | Totale |
| Stagione        | Squadra         | Comp            | Pres       | Reti       | Comp            | Pres            | Reti            | Comp               | Pres               | Reti               | Comp        | Pres        | Reti        | Pres   | Reti   |        |
| --------------- | --------------- | --------------- | ---------- | ---------- | --------------- | --------------- | --------------- | ------------------ | ------------------ | ------------------ | ----------- | ----------- | ----------- | ------ | ------ | ------ |
| 2022-gen. 2023  | Como            | B               | 4          | 1          | CI              | -               | -               | -                  | -                  | -                  | -           | -           | -           | 4      | 1      |        |
| gen.-giu. 2023  | Cittadella      | B               | 15         | 1          | CI              | -               | -               | -                  | -                  | -                  | -           | -           | -           | 15     | 1      |        |
| 2023-2024       | Catanzaro       | B               | 28         | 3          | CI              | -               | -               | -                  | -                  | -                  | -           | -           | -           | 28     | 3      |        |
| 2024-2025       | Frosinone       | B               | 36         | 5          | CI              | 1               | 0               | -                  | -                  | -                  | -           | -           | -           | 37     | 5      |        |
| 2025-2026       | Napoli          | A               | -          | -          | CI              | -               | -               | UCL                | -                  | -                  | SI          | -           | -           | -      | -      |        |
| Totale carriera | Totale carriera | Totale carriera | 83         | 10         |                 | 1               | 0               |                    | 0                  | 0                  |             | -           | -           | 84     | 10     |        |

### Cronologia presenze e reti in nazionale
| Cronologia completa delle presenze e delle reti in nazionale ― Italia under 21 | Cronologia completa delle presenze e delle reti in nazionale ― Italia under 21 | Cronologia completa delle presenze e delle reti in nazionale ― Italia under 21 | Cronologia completa delle presenze e delle reti in nazionale ― Italia under 21 | Cronologia completa delle presenze e delle reti in nazionale ― Italia under 21 | Cronologia completa delle presenze e delle reti in nazionale ― Italia under 21 | Cronologia completa delle presenze e delle reti in nazionale ― Italia under 21 | Cronologia completa delle presenze e delle reti in nazionale ― Italia under 21 |
| Data                                                                           | Città                                                                          | In casa                                                                        | Risultato                                                                      | Ospiti                                                                         | Competizione                                                                   | Reti                                                                           | Note                                                                           |
| ------------------------------------------------------------------------------ | ------------------------------------------------------------------------------ | ------------------------------------------------------------------------------ | ------------------------------------------------------------------------------ | ------------------------------------------------------------------------------ | ------------------------------------------------------------------------------ | ------------------------------------------------------------------------------ | ------------------------------------------------------------------------------ |
| 16-11-2023                                                                     | Serravalle                                                                     | San Marino under 21                                                            | 0 – 7                                                                          | Italia under 21                                                                | Qual. Europeo Under-21 2025                                                    | -                                                                              | 73’                                                                            |
| 21-11-2023                                                                     | Cork                                                                           | Irlanda under 21                                                               | 2 – 2                                                                          | Italia under 21                                                                | Qual. Europeo Under-21 2025                                                    | -                                                                              | 76’                                                                            |
| 5-9-2024                                                                       | Latina                                                                         | Italia under 21                                                                | 7 – 0                                                                          | San Marino under 21                                                            | Qual. Europeo Under-21 2025                                                    | -                                                                              | 46’                                                                            |
| 15-11-2024                                                                     | Empoli                                                                         | Italia under 21                                                                | 2 – 2                                                                          | Francia under 21                                                               | Amichevole                                                                     | 1                                                                              | 60’                                                                            |
| 19-11-2024                                                                     | La Spezia                                                                      | Italia under 21                                                                | 2 – 2                                                                          | Ucraina under 21                                                               | Amichevole                                                                     | -                                                                              | 74’                                                                            |
| 21-3-2025                                                                      | Venezia                                                                        | Italia under 21                                                                | 1 – 2                                                                          | Paesi Bassi under 21                                                           | Amichevole                                                                     | -                                                                              | 76’                                                                            |
| 24-3-2025                                                                      | Cittadella                                                                     | Italia under 21                                                                | 1 – 1                                                                          | Danimarca under 21                                                             | Amichevole                                                                     | -                                                                              | 71’                                                                            |
| 11-6-2025                                                                      | Trnava                                                                         | Italia under 21                                                                | 1 – 0                                                                          | Romania under 21                                                               | Europeo Under-21 2025 - 1º turno                                               | -                                                                              | 63’                                                                            |
| 14-6-2025                                                                      | Trnava                                                                         | Slovacchia under 21                                                            | 0 – 1                                                                          | Italia under 21                                                                | Europeo Under-21 2025 - 1º turno                                               | -                                                                              | 58’                                                                            |
| 17-6-2025                                                                      | Trnava                                                                         | Spagna under 21                                                                | 1 – 1                                                                          | Italia under 21                                                                | Europeo Under-21 2025 - 1º turno                                               | -                                                                              | 74’                                                                            |
| 22-6-2025                                                                      | Dunajská Streda                                                                | Germania under 21                                                              | 3 – 2 dts                                                                      | Italia under 21                                                                | Europeo Under-21 2025 - Quarti di finale                                       | 1                                                                              | 88’                                                                            |
| Totale                                                                         |                                                                                | Presenze                                                                       | 11                                                                             |                                                                                | Reti                                                                           | 2                                                                              |                                                                                |

## Palmarès

### Individuale
- Capocannoniere del Campionato Primavera: 1

2021-2022 (19 gol)